# Ampliación Tezoyuca
Ampliación Tezoyuca är en ort och industriområde i Mexiko, tillhörande kommunen Tezoyuca i delstaten Mexiko. Ampliación Tezoyuca ligger i den centrala delen av landet och tillhör Mexico Citys storstadsområde. Orten hade 1 100 invånare vid folkräkningen 2010.